# 何塞·安东尼奥·埃克斯波西托·桑切斯
何塞·安东尼奥·埃克斯波西托·桑切斯（西班牙語：José Antonio Expósito Sánchez，20世纪—），西班牙男子赛艇运动员。他曾代表西班牙参加世界赛艇锦标赛，获得一枚金牌和一枚铜牌，均来自轻量级项目。